# Esuperanzio di Ravenna
Esuperanzio (V secolo – Ravenna, 29 maggio 477) è stato vescovo di Ravenna, venerato come santo dalla Chiesa cattolica.

## Biografia
La fonte principale per tracciare una biografia di Esuperanzio è il Liber pontificalis ecclesiae ravennatis di Agnello Ravennate, scritto nella prima metà del IX secolo. Secondo Agnello, Esuperanzio fu il diciannovesimo vescovo di Ravenna, successore di Neone, attestato nel 458, e predecessore di Giovanni I, l'Angelopte, consacrato nel luglio 477. Esuperanzio fu dunque vescovo di Ravenna fra queste due date, nel periodo che coincise con la conquista della città da parte di Odoacre e la successiva caduta dell'Impero romano d'Occidente (476).
Agnello è conscio di non sapere molto di questo vescovo di Ravenna e quasi si scusa con il lettore per l'esiguità del suo racconto. All'epoca di Esuperanzio, il suddiacono Gemello, rettore del patrimonio della Chiesa ravennate in Sicilia, edificò la basilica di Sant'Agnese (distrutta nel 1938), che il vescovo dotò di oro, argento e veli sacri (paleis sacris); ancora Esuperanzio fece fabbricare, in onore di sant'Agnese, una civitatem argenteam, ossia una rappresentazione in argento della città di Ravenna, oppure, ammesso che il testo di Agnello sia corrotto, una crucem argenteam, una croce d'argento.
Esuperanzio è identificato con l'anonimo vescovo menzionato nella lettera scritta da papa Simplicio nel 482 a Giovanni Angelopte; in questa lettera, il papa ricorda come il predecessore di Giovanni, ossia Esuperanzio (secondo la cronotassi di Angelo Ravennate), in un'epoca imprecisata, aveva proceduto con la forza all'ordinazione di una persona contro la sua volontà. Secondo Lanzoni «cotali ordinazioni forzate non erano infrequenti in quel tempo».
Secondo Agnello, Esuperanzio morì il 29 maggio (IIII kalendas iunii), probabilmente del 477, poiché il suo successore, Giovanni Angelopte, fu consacrato nel mese di luglio dello stesso anno; e fu sepolto nella basilica di Sant'Agnese, sotto una lastra di porfido nei pressi dell'altare. Nel 1809 le sue reliquie furono traslate nella cattedrale di Ravenna.
Errate interpretazioni e la non sempre chiara cronologia del Liber di Agnello, hanno portato ad attribuire ad Esuperanzio di Ravenna documenti coevi dove si parla di altri personaggi omonimi. Così, ne Le sagre memorie di Ravenna antica, Girolamo Fabbri racconta che Esuperanzio era un soldato romano iberico che, su suggerimento di san Girolamo, si diede alla vita ascetica; divenne vescovo di Osma e fu trasferito a Ravenna nel 385, dove morì nel 418. Questa cronologia è fatta propria anche da Ughelli, che pone l'episcopato di Esuperanzio dal 398 al 418. Alla fine del Settecento Giuseppe Luigi Amadesi pubblicò una sua cronologia dei vescovi ravennati, ponendo il governo di Esuperanzio dal 425 al 430; la medesima cronologia è fatta propria da Cappelletti e da Gams. «Questo tentativo di anticipare di oltre settant'anni l'episcopato di Esuperanzio è assolutamente infondato».

## Culto
All'epoca di Agnello, Esuperanzio era già venerato come santo, come attesta una lastra lapidaria attribuita al IX secolo e dove il vescovo ravennate è ricordato con queste parole:
(Testi Rasponi, Liber pontificalis ecclesiae ravennatis, p. 89.)
La data del 29 maggio riportata da Agnello fu corretta da calendari ravennati posteriori in 30 maggio (III kalendas iunii), come documenta, per esempio, l'Effemeride sacra et istorica di Ravenna antica di Girolamo Fabbri La stessa data del 30 maggio appare nel Martirologio Romano fino alla riforma liturgica dopo il concilio Vaticano II, che riportò la festa di sant'Esuperanzio al 29 maggio. Il martirologio lo ricorda con queste parole:
(Martirologio Romano)